# Qualificazioni alla Coppa del Mondo di rugby 2003 - Oceania
Le qualificazioni oceaniane alla Coppa del Mondo di rugby 2003 si tennero tra il 2001 e il 2002 e riguardarono 9 squadre nazionali oceaniane che dovettero esprimere 2 qualificate direttamente alla Coppa e destinarne una ai ripescaggi intercontinentali.
Alla Coppa del Mondo di rugby 2003 furono ammesse di diritto le otto squadre quartifinaliste dell'edizione del 1999; per quanto riguarda le squadre oceaniane di prima fascia Australia e Nuova Zelanda furono quindi esentate dalle gare di qualificazione.
Le migliori tre Nazionali del continente, Figi, Samoa e Tonga, furono inserite in un girone a parte chiamato Élite, e da esse provennero le prime due qualificate direttamente alla Coppa; le altre sei Nazionali furono divise in due gironi; le vincenti di ogni girone si incontrarono per decidere la squadra che avrebbe spareggiato contro la terza classificata del girone Élite al fine di aggiudicarsi il posto ai ripescaggi.
Le due squadre qualificate direttamente dal girone Élite furono nell'ordine Figi e Samoa; Tonga vinse invece lo spareggio contro la vincente degli altri due gironi e fu destinata ai ripescaggi intercontinentali.

## Criteri di qualificazione
Il torneo di qualificazione fu ripartito fondamentalmente in tre turni, anche se di fatto si svolsero indipendentemente:
- Primo turno
  - 6 squadre furono ripartite in due gironi geografici, chiamati "Oceania Est" e "Oceania Ovest" (giugno 2001). Le vincitrici di ogni girone furono ammesse alla fase dei play-off.
  - "Girone Élite" (giugno ― luglio 2002): le tre migliori oceaniane dopo Australia e Nuova Zelanda, ovvero Figi, Samoa e Tonga, si incontrarono in un girone all'italiana di andata e ritorno. Le prime due classificate del girone furono ammesse alla Coppa del Mondo, la terza fu destinata ai play-off.
- Fase a play-off (ottobre ― dicembre 2002): di fatto gli altri due turni. Il primo turno dei play-off fu lo spareggio dei due gironi Est e Ovest in gara doppia; la vincitrice di tale spareggio affrontò, ancora in gara doppia, la terza classificata del girone Élite. Tale spareggio determinò la squadra oceaniana da destinare ai ripescaggi interzona.

## Situazione prima degli incontri di qualificazione
| Primo turno | Secondo turno                                                 | Terzo turno                                  | Qualificate |
| --- | ------------------------------------------------------------- | -------------------------------------------- | --- |
| Girone Élite: - Figi - Samoa - Tonga Girone Oceania Est: - Papua Nuova Guinea - Isole Salomone - Vanuatu Girone Oceania Ovest: - Isole Cook - Niue - Tahiti | - Vincente girone Oceania Est - Vincente girone Oceania Ovest | - Qualificata dal 2º turno - 3º girone Élite | Qualificate direttamente: - 1º girone Élite - 2º girone Élite Ai ripescaggi interzona: - Qualificata dal 3º turno |

## Primo turno

### Girone Oceania Est
| Data      | Incontro                            | Risultato | Sede         |
| --------- | ----------------------------------- | --------- | ------------ |
| 2-6-2001  | Papua Nuova Guinea ― Isole Salomone | 32–10     | Port Moresby |
| 9-6-2001  | Vanuatu ― Papua Nuova Guinea        | 10-32     | Port Vila    |
| 16-6-2001 | Isole Salomone ― Vanuatu            | 11-3      | Honiara      |

|  | Classifica Oceania Est | G | V | N | P | P+ | P- | diff. | PT |
|  | ---------------------- | - | - | - | - | -- | -- | ----- | -- |
|  | Papua Nuova Guinea     | 2 | 2 | 0 | 0 | 64 | 20 | +44   | 6  |
|  | Isole Salomone         | 2 | 1 | 0 | 1 | 21 | 35 | -14   | 4  |
|  | Vanuatu                | 2 | 0 | 0 | 2 | 13 | 43 | -30   | 2  |

### Girone Oceania Ovest
| Data      | Incontro            | Risultato | Sede      |
| --------- | ------------------- | --------- | --------- |
| 2-6-2001  | Isole Cook ― Tahiti | 86–0      | Rarotonga |
| 9-6-2001  | Niue ― Isole Cook   | 8–28      | Alofi     |
| 16-6-2001 | Tahiti ― Niue       | 6–41      | Papeete   |

|  | Classifica Oceania Ovest | G | V | N | P | P+  | P-  | diff. | PT |
|  | ------------------------ | - | - | - | - | --- | --- | ----- | -- |
|  | Isole Cook               | 2 | 2 | 0 | 0 | 114 | 8   | +106  | 6  |
|  | Niue                     | 2 | 1 | 0 | 1 | 49  | 34  | +15   | 4  |
|  | Tahiti                   | 2 | 0 | 0 | 2 | 6   | 127 | -121  | 2  |

### Girone Élite
Nel girone Élite la lotta per la qualificazione diretta si risolse quasi subito in uno scontro Figi-Samoa: nel primo incontro i figiani batterono ad Apia i loro rivali per 17-16 e, nelle successive due partite, Tonga fu battuta da entrambe; a Nadi Samoa si rifece della sconfitta contro Figi battendola 22-12 e nel penultimo incontro del girone, battendo Tonga 31-13, guadagnò la promozione alla Coppa del Mondo consegnandola contestualmente anche a Figi, avendo negato a Tonga la possibilità matematica di raggiungere almeno il secondo posto.
Infine, nell'ultimo incontro del girone, Figi batté Tonga 47-20 assicurandosi il primo posto del girone per differenza-punti e qualificandosi come prima delle oceaniane.
A sua volta Tonga dovette spareggiare contro la vincitrice del playoff tra i gironi Est e Ovest dell'Oceania per avere la possibilità di accedere ai ripescaggi, al termine dei quali si aggiudicò anch'essa il posto alla Coppa del Mondo.
| Arbitro: | Steve Walsh |

|                     |      |               |
| F. Tuilagi Meredith | mt   | Latianara     |
| Leaega (2)          | c.p. | N. Little (4) |

| Arbitro: | Peter Marshall |

|                       |      |                                 |
| Mailei M. Pale Tatafu | mt   | Mow Rauluni Ruivadra Satala (2) |
| Hola (2)              | tr   | N. Little (5)                   |
| Hola                  | c.p. | N. Little (4)                   |

| Arbitro: | Pat O'Brien |

|               |      |                         |
| Kafatolu Hala | mt   | Fa'atau (2) Lima Sititi |
|               | tr   | E. Va'a                 |
| Hola (2)      | c.p. | E. Va'a                 |

| Arbitro: | Wayne Erickson |

|                 |      |                 |
| Delasau Narruhn | mt   | Fa'atau Leupolu |
| N. Little       | tr   | E. Va'a (2)     |
|                 | c.p. | E. Va'a         |

| Arbitro: | Pat O'Brien |

|                       |      |            |
| Seveali'i S. So'oialo | mt   | Fonua      |
| E. Va'a (2)           | tr   | Mailei     |
| E. Va'a (4)           | c.p. | Mailei (2) |

| Arbitro: | Stuart Dickinson |

|                                                          |      |                |
| Ligairi (2) Mow Narruhn Rawaqa Satala Tawake Naivaluwaqa | mt   | S. Afeaki Hola |
| Narruhn (3)                                              | tr   | Mailei         |
| Narruhn (2)                                              | c.p. | Mailei         |
|                                                          | drop | Hola           |

#### Classifica girone Élite
|  | Squadra | G | V | N | P | P+  | P-  | diff. | PT |
|  | ------- | - | - | - | - | --- | --- | ----- | -- |
|  | Figi    | 4 | 3 | 0 | 1 | 123 | 80  | +43   | 10 |
|  | Samoa   | 4 | 3 | 0 | 1 | 94  | 58  | +36   | 10 |
|  | Tonga   | 4 | 0 | 0 | 4 | 71  | 150 | -79   | 4  |

### Esito del primo turno
- Figi e Samoa: qualificate alla Coppa del Mondo
- Tonga: allo spareggio oceaniano per i ripescaggi
- Papua Nuova Guinea e Isole Cook: alla finale Oceania Est-Oceania Ovest

## Fase a playoff

### Finale Oceania Est-Ovest
| Port Moresby 19 ottobre 2002 | Papua Nuova Guinea | 29 – 14 | Isole Cook | Army Barracks |

| Rarotonga 26 ottobre 2002 | Isole Cook | 21 – 13 | Papua Nuova Guinea |  |

#### Esito della finale Oceania Est-Ovest
- Papua Nuova Guinea: allo spareggio oceaniano per i ripescaggi

### Incontri di spareggio
| Port Moresby 30 novembre 2002 | Papua Nuova Guinea | 14 – 47 | Tonga | Army Barracks\| Arbitro: \| Paul Honiss \| |
| Arbitro:                      | Paul Honiss        |         |       |                                            |

| Nukuʻalofa 7 dicembre 2002 | Tonga          | 84 – 12 | Papua Nuova Guinea | Teufaiva Sports Stadium\| Arbitro: \| Wayne Erickson \| |
| Arbitro:                   | Wayne Erickson |         |                    |                                                         |

### Esito degli incontri di spareggio
- Tonga: ai ripescaggi interzona

## Quadro generale delle qualificazioni
In grassetto le squadre qualificate al turno successivo
| Primo turno | Secondo turno                     | Terzo turno                  | Qualificate                                                                                       |
| --- | --------------------------------- | ---------------------------- | ------------------------------------------------------------------------------------------------- |
| Girone Élite: - Figi (qualificazione diretta) - Samoa (qualificazione diretta) - Tonga (al 3º turno) Girone Oceania Est: - Papua Nuova Guinea - Isole Salomone - Vanuatu Girone Oceania Ovest: - Isole Cook - Niue - Tahiti | - Papua Nuova Guinea - Isole Cook | - Papua Nuova Guinea - Tonga | Qualificate direttamente: - Figi (Oceania 1) - Samoa (Oceania 2) Ai ripescaggi interzona: - Tonga |